# ARA Almirante Irízar (Q-5)
Le ARA Almirante Irízar est un brise-glace et navire de recherche de la Marine argentine. Il  a été construit en 1977 aux chantiers navals Wärtsilä à Helsinki en Finlande. Le 15 décembre 1978, il a été remis à la République argentine et a reçu le pavillon national. Depuis lors, il a participé, année après année, à la campagne antarctique estivale , approvisionnant les bases antarctiques argentines et d’autres pays de l’Antarctique argentin. En tant que navire amiral de la force navale antarctique, il s'agit du plus grand brise-glace de tout l'hémisphère sud. Il était en panne de réparation entre avril 2007 et octobre 2017 en raison d'un incendie survenu à son retour à la retour de la campagne antarctique de 2007.

## Historique

### Construction
Il a été construit sur chantier naval finlandais Wärtsilä. Il a été lancé le 3 février 1978. Le jour de Noël de la même année, il a commencé ses essais en mer avec un équipage argentin depuis Helsinki. Le 26 février 1979, il a commencé son voyage et est arrivé au port de Buenos Aires sans autre escale que Ténérife (Espagne) le 23 mars 1979.

### Missions
Navire-hôpital :
Pendant la guerre des Malouines, il a rejoint la Task Force 40 à côté des destroyers ARA Santísima Trinidad (D-2) (en) et ARA Hercules (B-52) (en), des corvettes ARA Drummond (P-31) (en) et ARA Granville (P-33) (en), du sous-marin ARA Santa Fe (S-21) (en) et des navires ARA Cabo San Antonio (Q-42) (en) et ARA Isla de los Estados (B-8).
Le 2 avril 1982, jour de la reconquête des îles Malouines par la nation argentine, l'ARA Almirante Irízar a participé à l'opération Rosario en envoyant des plongeurs tactiques participer à une opération héliportée à Moody Brook (en) près de Puerto Argentino. Puis, avant l'aube, le navire a commencé à transporter des troupes d'hélicoptères à l'aéroport et à Mullet Creek (en).
Le 3 juin 1982, il a été décidé de le transformer en navire-hôpital en moins de 48 heures sur la base navale de Puerto Belgrano et doté de 160 lits d’hospitalisation, de salles de soins intensifs, de salles d’opération et d’autres installations sanitaires. Il a ensuite été envoyé aux Falklands où il a exercé les fonctions d'un navire-hôpital jusqu'à la fin du conflit. Après la chute de Puerto Argentino, le 18 juin 1982, le navire a transféré à Comodoro Rivadavia 420 blessés lors des combats, le 22 juin d'anciens prisonniers à Ushuaïa et le 27 juin à 500 autres anciens prisonniers à Puerto Madryn.
Navire de ravitaillement :
Normalement, entre le milieu du printemps et l’automne , le brise-glace participe aux campagnes antarctiques en utilisant la base navale d'Ushuaïa (BNUS) comme point de ravitaillement en carburant. Il se rend ensuite aux bases que les forces armées argentines possèdent sur l'Antarctique, pour les réapprovisionner, collecter les déchets produits et y transférer le personnel de remplacement. Généralement, le navire retourne à BNUS pour compléter son ravitaillement en carburant et franchit à nouveau le passage de Drake. Dans ces campagnes, d'autres navires de la marine argentine participent aux côtés du brise-glace. Les bases antarctiques sont réapprovionnées grâce à l'utilisation d'hélicoptères et des deux véhicules de débarquement de personnel (EDPV), qui constituent la dotation du navire.

## Incendie et sauvetage
Le mardi 10 avril 2007, vers 19h00, un incendie s'est été déclaré dans la salle des groupes électrogènes alors que le navire se trouvait à 140 milles marins (260 km) de Puerto Madryn avec 241 membres d'équipage à son bord.
L’incident a tout d’abord détruit le système d’énergie (dont dépendait le principal dispositif d’extinction), le hangar où deux hélicoptères Sea King ont également été incendiés. Alors, comme l'incendie était incontrôlé, il a forcé le commandant du navire, le capitaine de frégate Guillermo Tarapow, à ordonner l'évacuation totale du navire pendant les premières heures du 11 avril. L’opération a été menée à bien lorsque, à 6h45, les derniers naufragés des 32 radeaux de sauvetage utilisés ont été sauvés, ne signalant que quatre blessures mineures et aucun décès. L'ARA Suboficial Castillo s'est rendu dans la zone, avec l'intention, lorsque le temps le permettrait, de remorquer le navire jusqu'à la base navale de Puerto Belgrano.

### Transfert
Le 14 avril, les travaux ont commencé pour permettre au brise-glace d'être en état pour son remorquage jusqu'à la base navale de Puerto Belgrano. Le 15 avril, tous les foyers de feu étaient contrôlés à l'intérieur du navire. Le 16 avril, la météorologie a compliqué la manœuvre de remorquage tandis que le personnel poursuivait les tâches de préparation du navire en vue de son transfert vers la base navale de Puerto Belgrano. La marine argentine s’est tournée vers la compagnie de remorqueur et de sauvetage SATECNAqui a mis à disposition le remorqueur "Libertador", situé dans un abri près de la côte en attendant que les conditions météorologiques s’améliorent d'ajouter en temps utile aux tâches de récupération et de remorquage du brise-glace. Le 18 avril, le convoi du transfert a commencé avec l'aide de plusieurs autres navires. Le 19 avril, le navire a été déplacé vers la base navale de Puerto Belgrano dans des conditions climatiques meilleures qui ont permis à l'ensemble du convoi de se développer plus rapidement que prévu au début de la tâche. Finalement, après 21 ans de carrière, l'ARA Almirante Irizar a fait son entrée dans la base navale de Puerto Belgrano.

## Réparation
La réparation et la modernisation du navire ont été confiées au consortium hispano-argentin dirigé par Sener, qui l'a exécuté au chantier naval Tandanor de Buenos Aires. Les travaux devraient commencer en novembre 2009 et se terminer par des tests de la glace en octobre 2011. En août 2010, les moteurs ont été retirés, mettant ainsi fin aux dix étapes de mise au rebut prévues des zones touchées, soit 500 tonnes au total. Les tests mécaniques de l’antenne radar ont été réalisés à CEATSA. Le brise-glace, après sa reprise de service, devrait être maintenu  pendant au moins 30 ans. Les travaux ont dépassé les réparations en intégrant des modifications importantes du navire : changement de moteurs et de générateurs pour des moteurs plus puissants, augmentation de la capacité de transport de personnel de 245 à 313 places et augmentation de la surface dédiée aux laboratoires de recherche, de 74 à 415 m2.

## Mise en service après réparation
Le 4 juillet 2017 à 15h45, le navire a quitté le chantier naval de Tandanor dans lequel il a été réparé et modernisé afin de pouvoir effectuer des essais en mer et à destination finale à l'arsenal naval de Puerto Belgrano pour apporter les corrections nécessaires et être prêt pour les campagnes antarctiques ultérieures.
En octobre 2017, l'ARA Almirante Irízar a quitté le complexe industriel naval argentin (CINAR) pour effectuer ses derniers tests de systèmes et d'équipements en mer. Le même mois, il est parti en Antarctique pour faire des tests de glace. Après près de deux semaines de voyage et sa première mission après dix ans d'inactivité, le brise-glace ARA Almirante Irízar est arrivé le 5 janvier 2018 à la base antarctique Marambio dans le but de mener la campagne Antarctica de Verano (CAV) 2017-2018. Il fut de retour sur le quai nord du port de Buenos Aires, le 11 avril 2018.

### Sauvetage de scientifiques américains
Le 11 mars 2018, le brise-glace a sauvé cinq scientifiques américains qui effectuaient des tâches dans le nord de la péninsule Antarctique et ne pouvaient pas retourner sur le continent en raison des conditions de la banquise qui les empêchaient d'approcher d'un navire de ce pays. Les scientifiques n'avaient pas pu retourner sur le continent en raison de la présence notable de glace au large de l'île Joinville, dans la mer de Weddell, au nord-est de la péninsule Antarctique. À ce stade, ils ne peuvent pas être enlevés par le navire américain RV Laurence M. Gould, d'où l'ARA Almirante Irízar, qui opérait à la base antarctique Carlini, au nord-ouest de la péninsule antarctique, s'est élancé vers l'est pour évacuer, en coordination avec le personnel américain à bord du navire et, avec leurs hélicoptères, ont réussi à retirer le campement complet de cinq scientifiques avec leur cargaison, selon le ministère argentin des Affaires étrangères dans un communiqué .

## Galerie

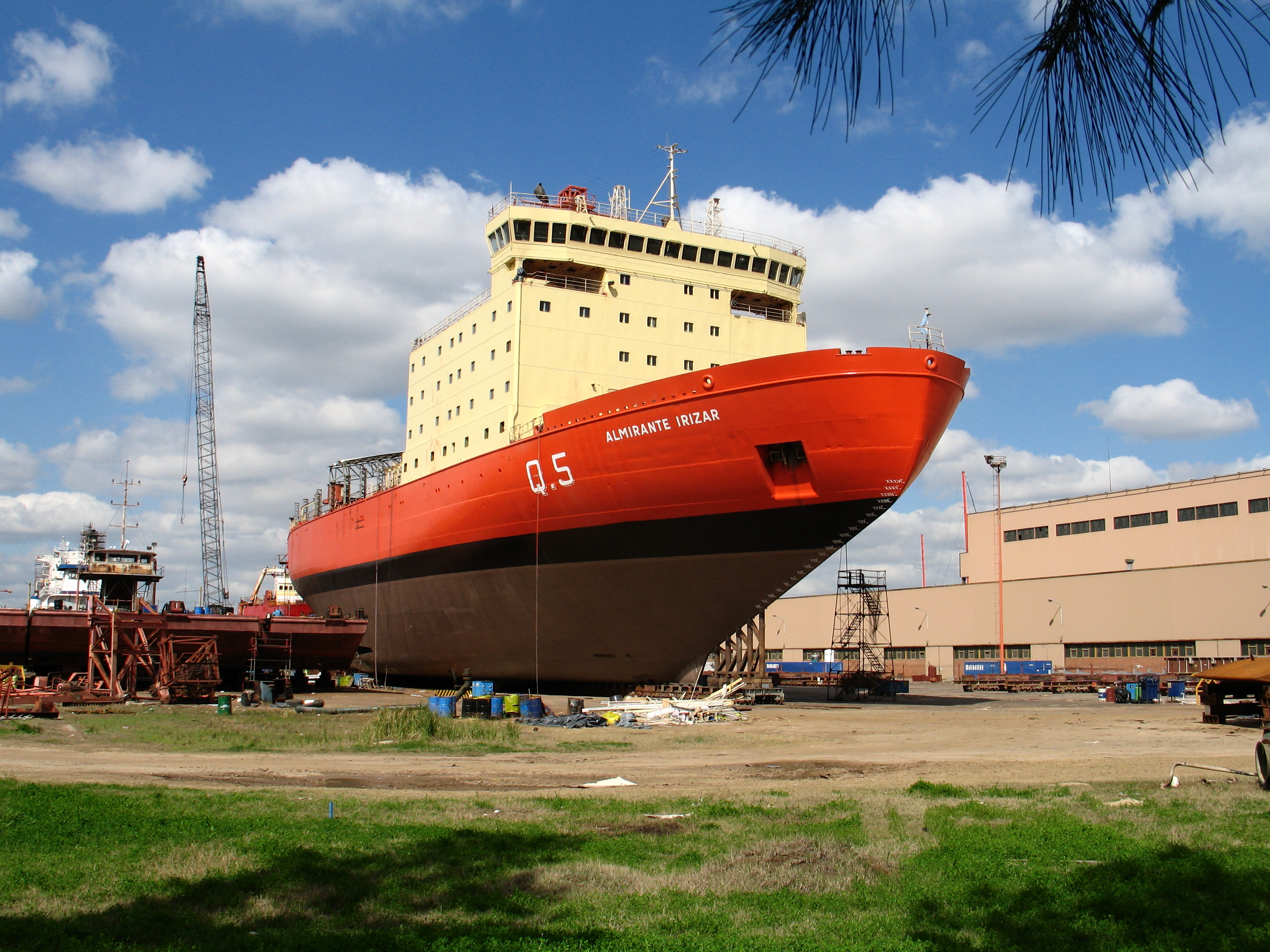
Almirante Irizar (en réparation)
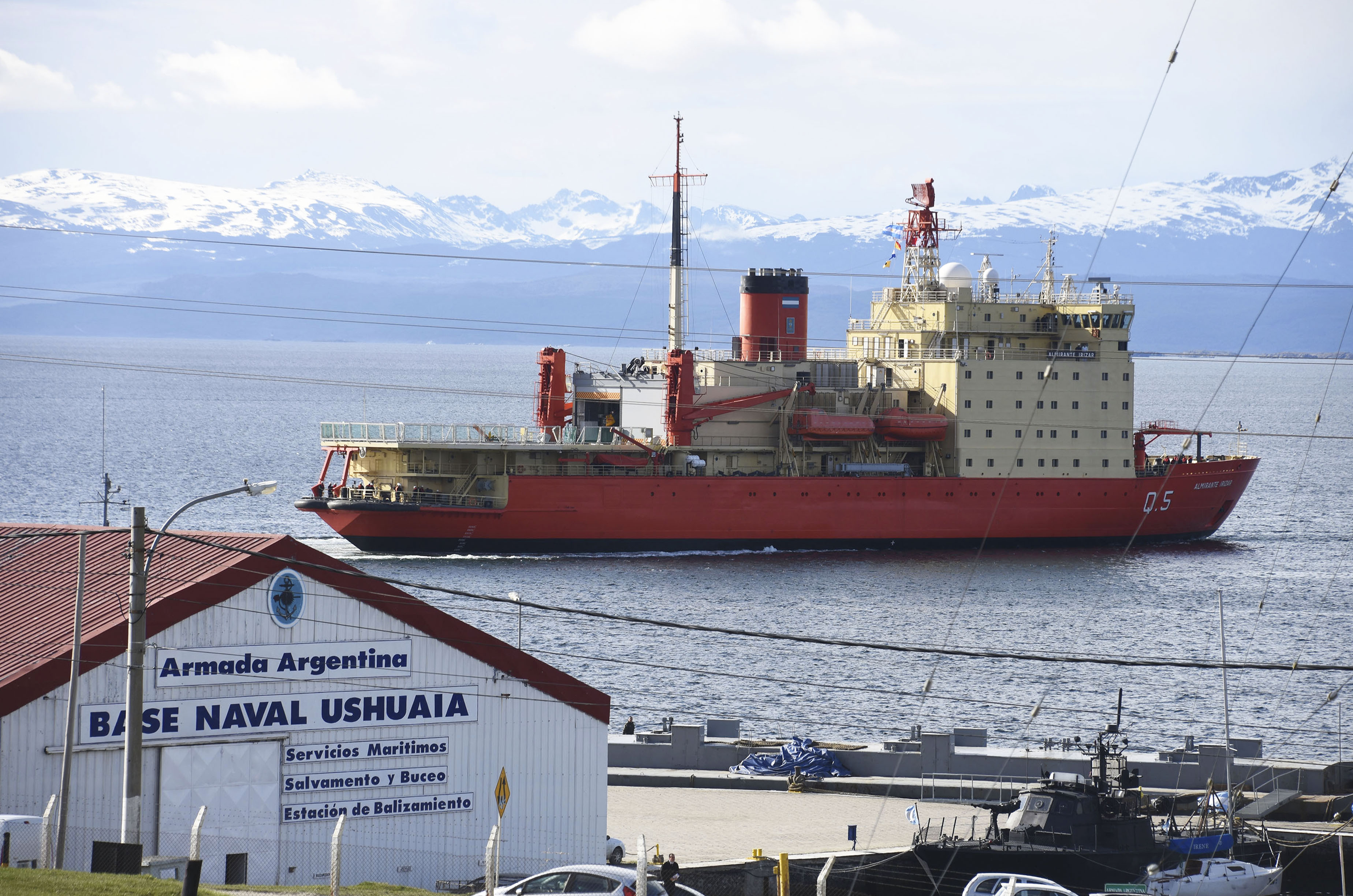
ARA Almirante Irizar (Base Ushuaia)
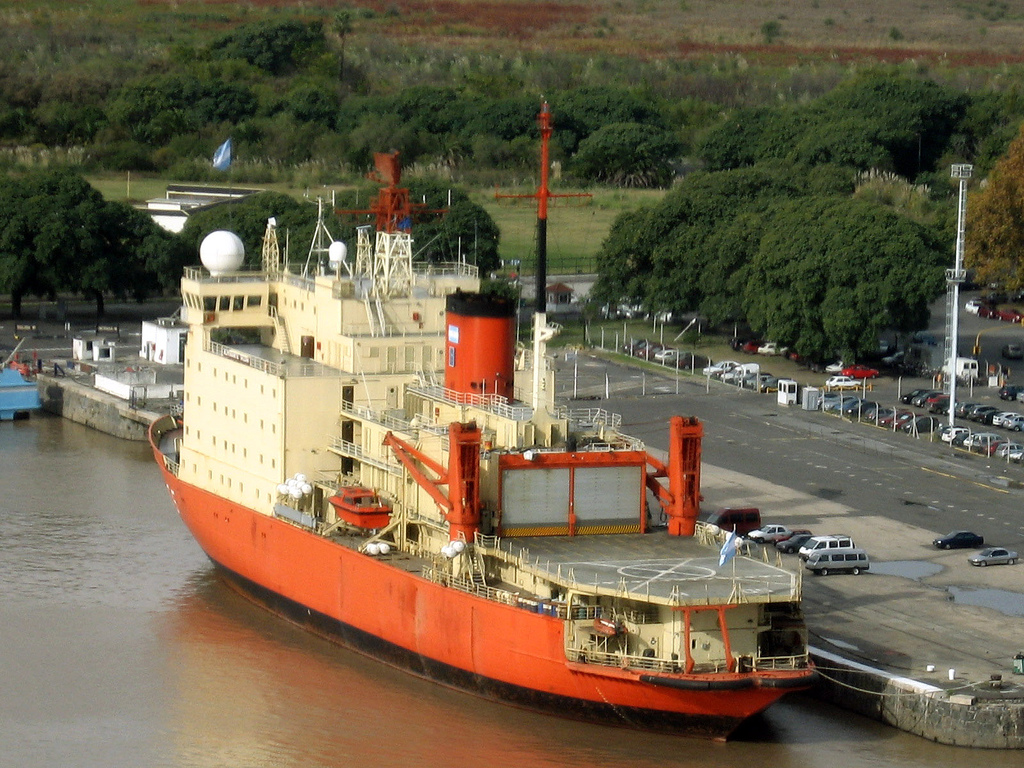
ARA Almirante Irizar (2006)
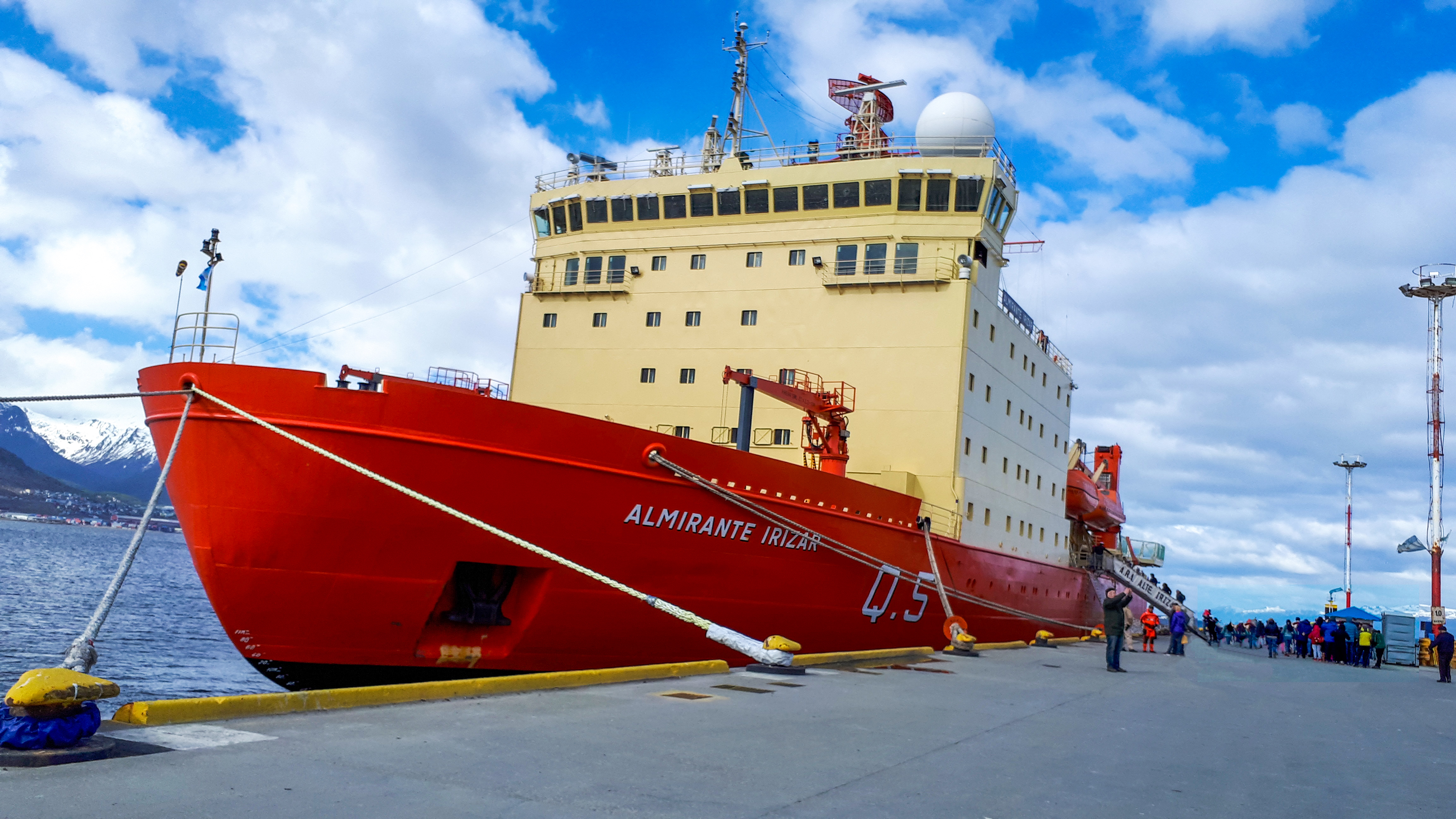
Dans le port d'Ushuaia (2017)

### Note et référence
1. ↑  Campaña Antártica - Armada militare
2. ↑  Reparation de l'Almirante Irizar
3. ↑  Sauvetage en Antarctique par le ARAAlmirante Irizar

- (en) Cet article est partiellement ou en totalité issu de l’article de Wikipédia en anglais intitulé « ARA Almirante Irízar » (voir la liste des auteurs).